# Thizy-les-Bourgs
Thizy-les-Bourgs is een gemeente in het Franse departement Rhône (regio Auvergne-Rhône-Alpes). De plaats maakt deel uit van het arrondissement Villefranche-sur-Saône. Thizy-les-Bourgs telde op 1 januari 2022 5.794 inwoners.

## Geschiedenis
De gemeente is in 2013 ontstaan uit de gemeentes Bourg-de-Thizy, La Chapelle-de-Mardore, Mardore, Marnand en Thizy.

## Geografie
De oppervlakte van Thizy-les-Bourgs 44,44 km², de bevolkingsdichtheid is 140 inwoners per vierkante kilometer. Thizy-les-Bourgs ligt ten noordwesten van de stad Lyon en grenst aan de gemeenten Combre, Cours, Cumbre, La Gresle, Saint-Jean-la-Bussière, Saint-Vincent-de-Reins en Saint-Victor-sur-Rhins.
De onderstaande kaart toont de ligging van Thizy-les-Bourgs met de belangrijkste infrastructuur en aangrenzende gemeenten.

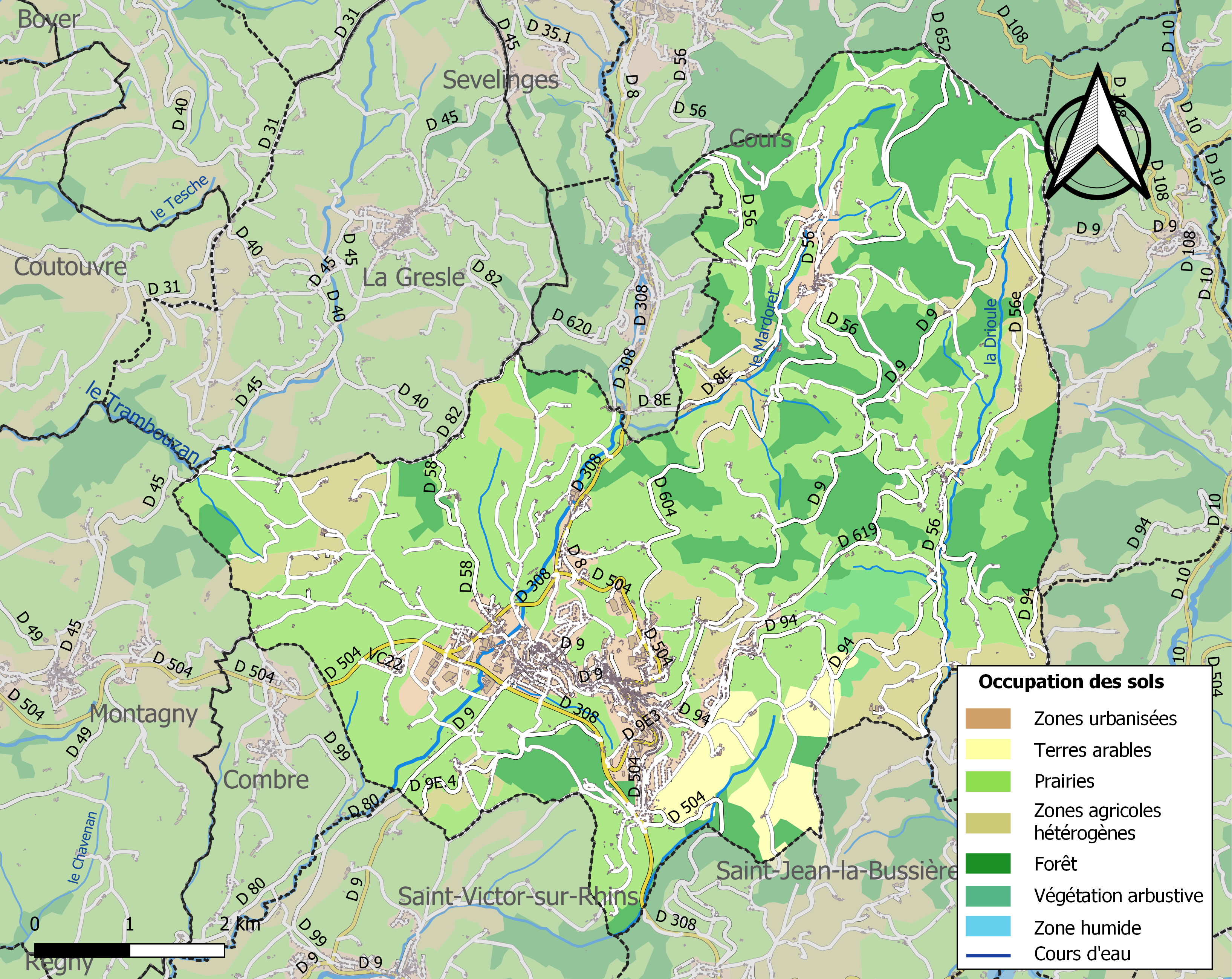

## Galerij

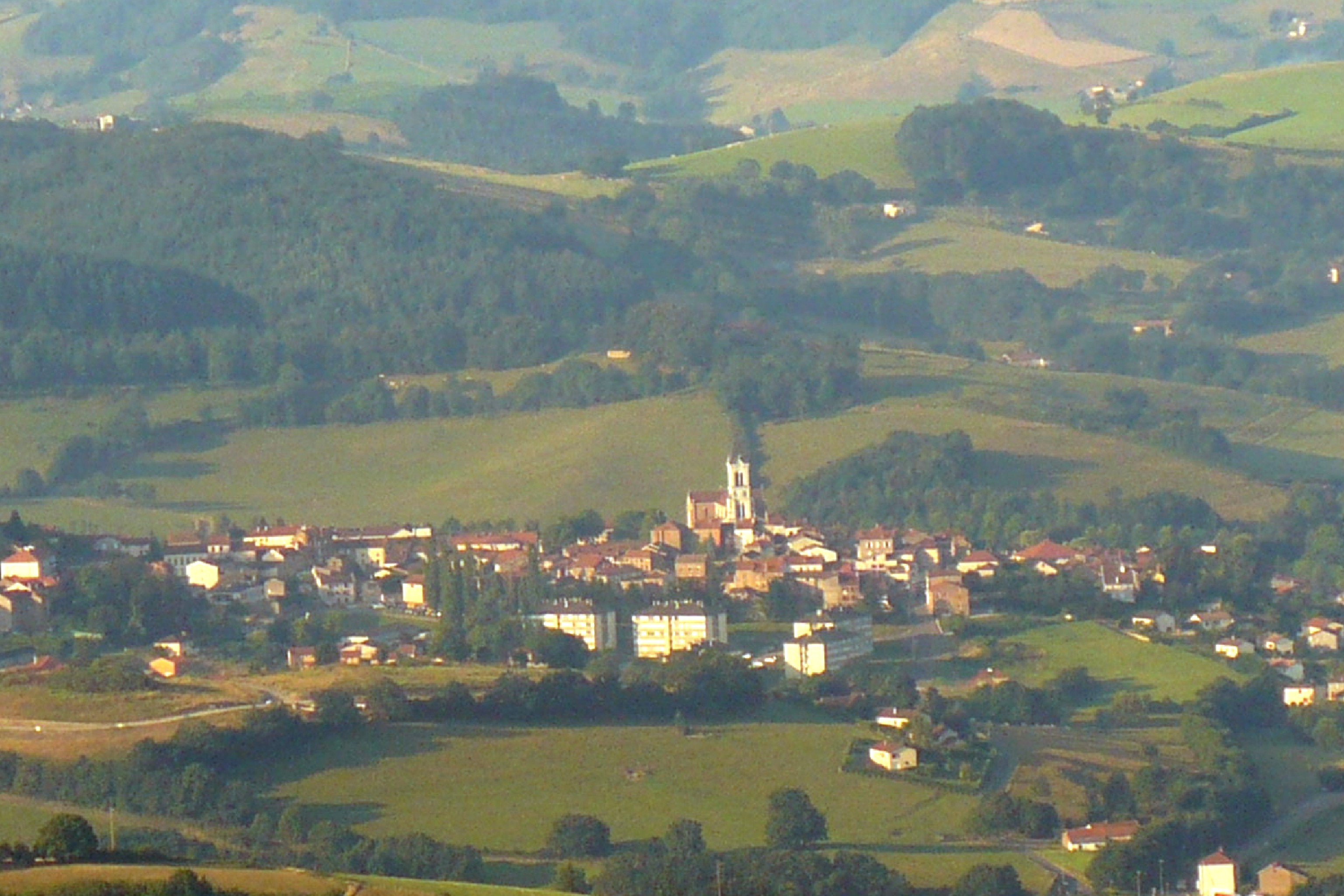
Bourg-de-Thizy
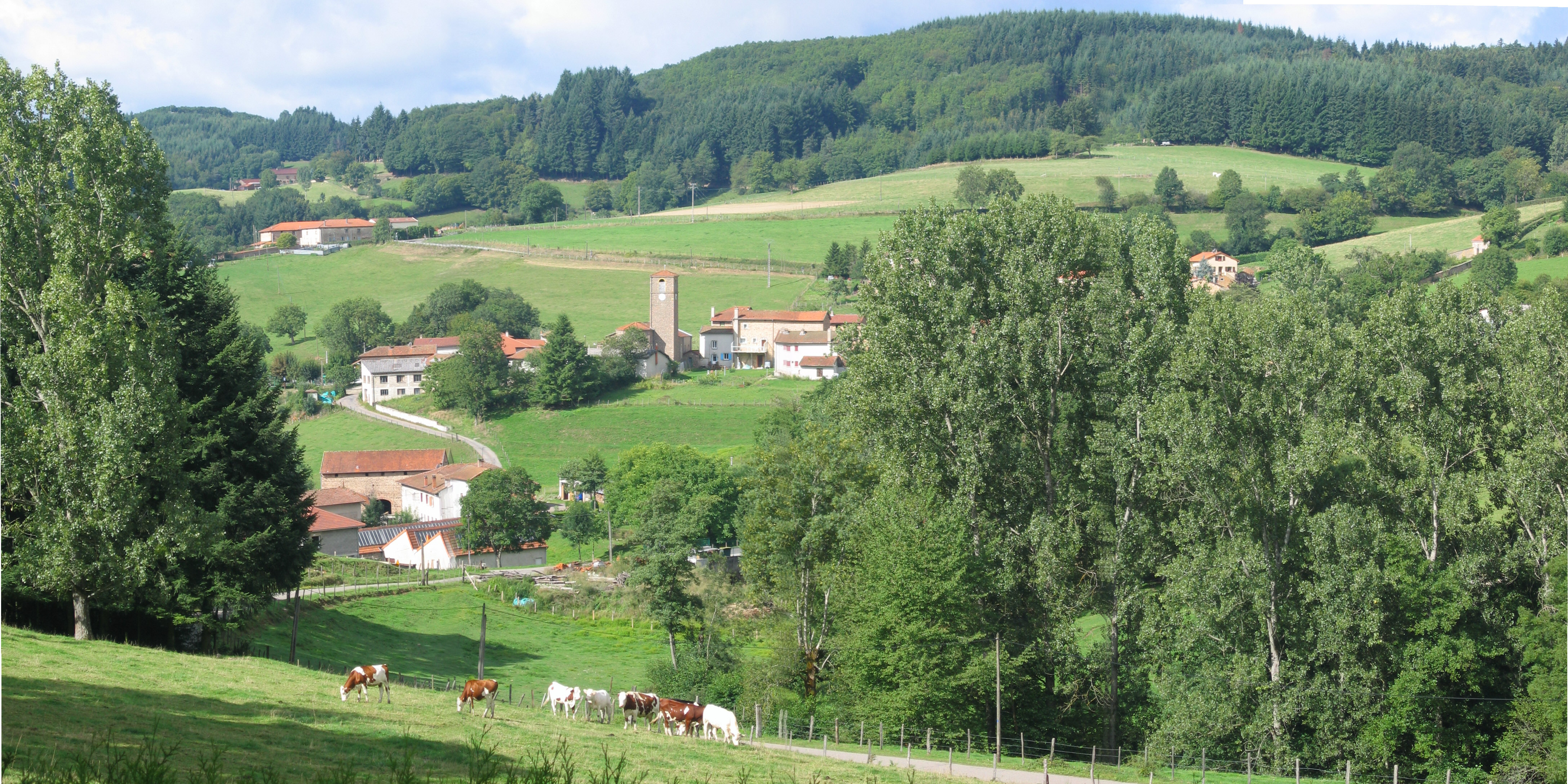
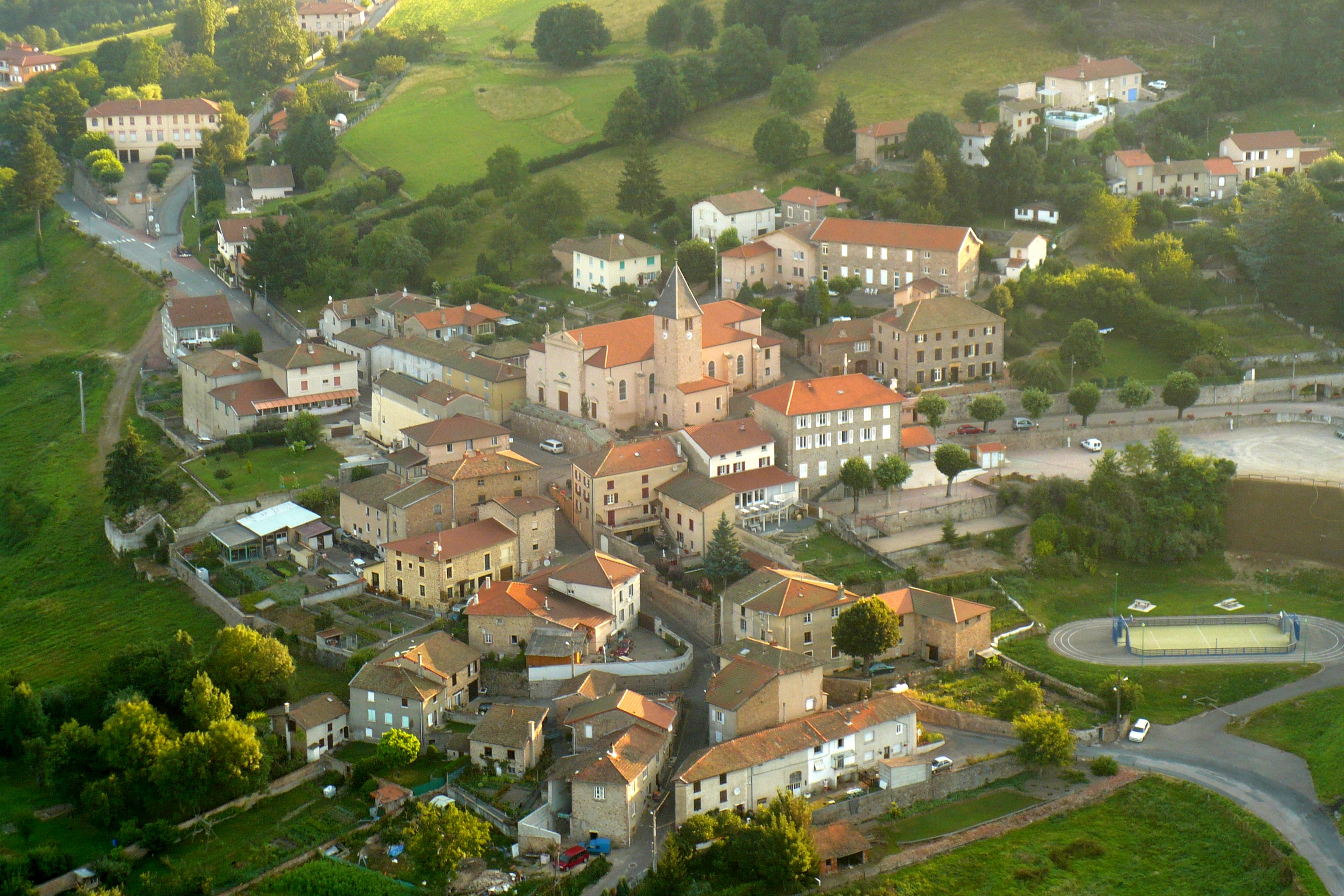
Mardore
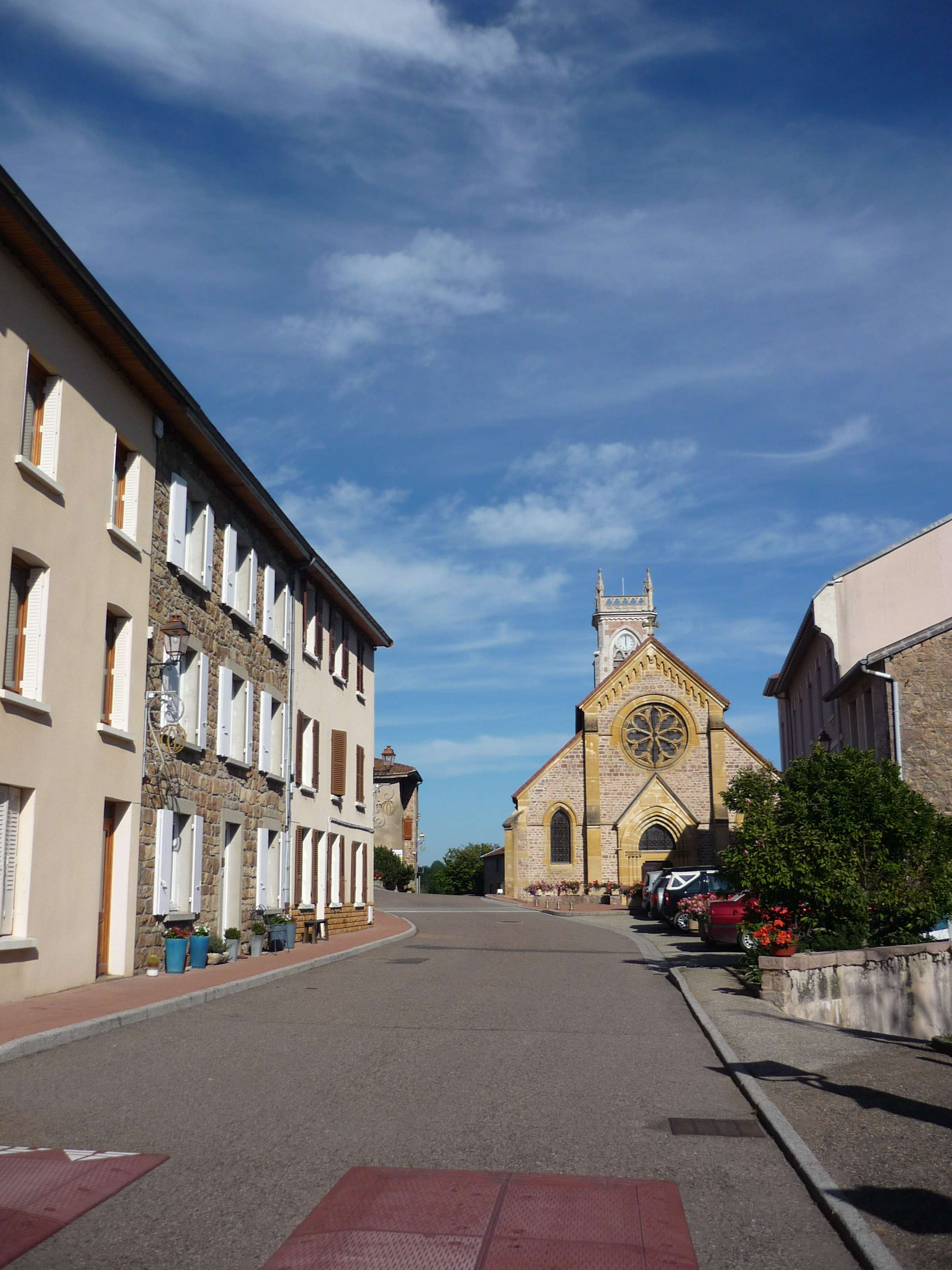
Marnand
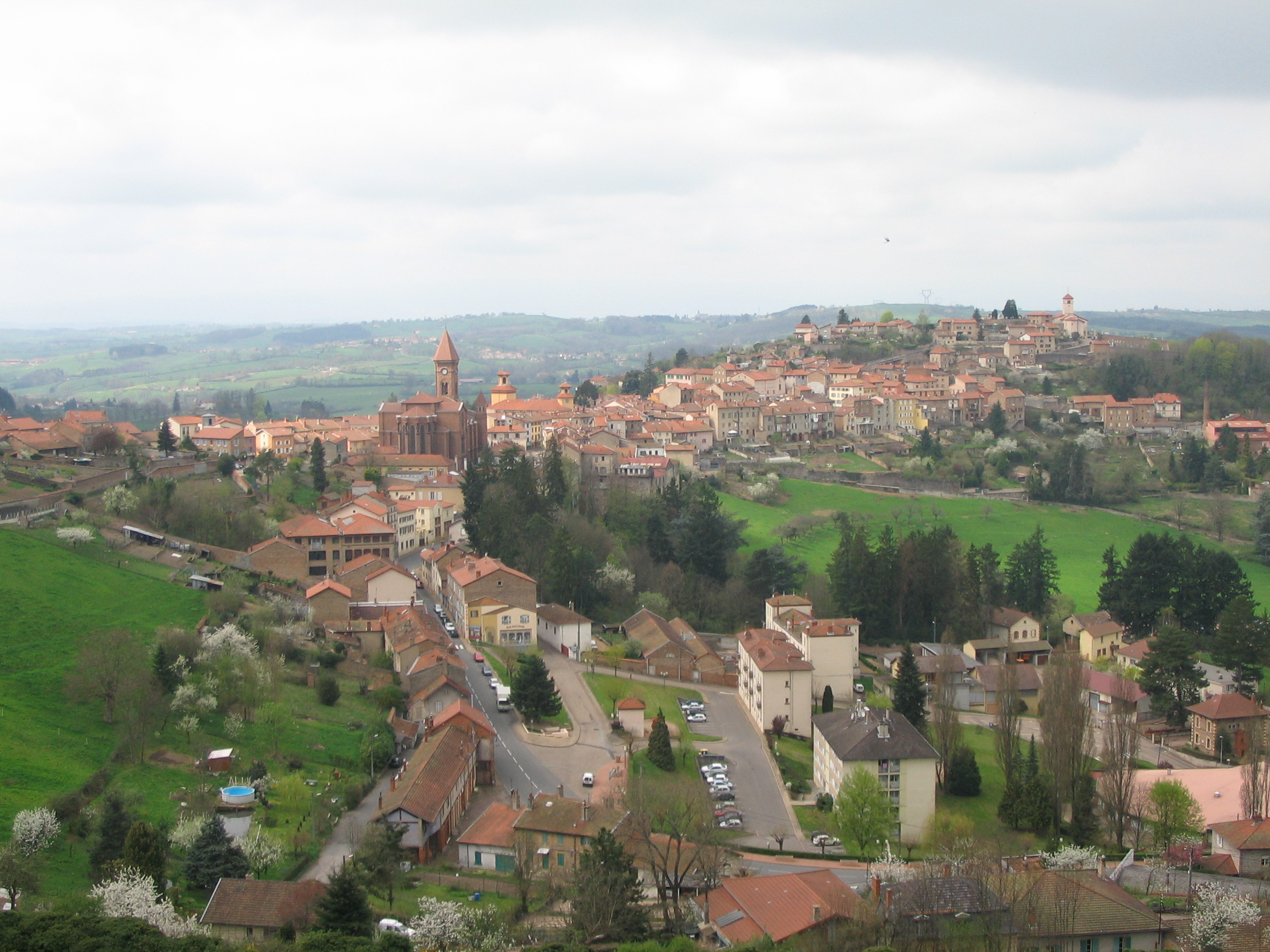
Thizy